# Xeroniscus troglophilus
Xeroniscus troglophilus är en kräftdjursart som beskrevs av Taiti, Ferrara och Davolos 2000. Xeroniscus troglophilus ingår i släktet Xeroniscus och familjen Eubelidae. Inga underarter finns listade i Catalogue of Life.